# Gospodinjska ulica, Ljubljana
Gospodinjska ulica je ena izmed ulic v Zgornji Šiški (Mestna občina Ljubljana). 

## Poimenovanje
Ulica je bila uradno poimenovana 3. maja 1938 po tamkajšnji Višji gospodinjski šoli dr. Kreka; predhodno ni bila poimenovana.

## Urbanizem
Prične se na križišču s Celovško cesto in Obirsko ulico in se konča v križišču z Vodnikovo cesto.